# 交響曲第2番 (ヴィラ＝ロボス)
交響曲第2番「昇天」（Ascensão）は、エイトル・ヴィラ＝ロボスが1917年から1944年にかけて作曲した交響曲。

## 概要
ヴィラ＝ロボスは1917年にリオデジャネイロで第2交響曲の作曲に着手したが、全曲の完成は1943年暮れもしくは1944年の初頭まで持ち越された。初演は1944年5月6日に、作曲者自身の指揮でOrquestra Sinfônica da Rádio Nacionalによって、ラジオ放送の形で行われた。北アメリカでの初演はそれから6か月少々が経過した1944年11月26日に、ロサンゼルスのフィルハーモニック講堂において作曲者の指揮するジャンセン交響楽団によって行われた。本作はヴァンサン・ダンディの様式で書かれた5作の交響曲の2曲目にあたる。

## 楽器編成
ピッコロ2、フルート2、オーボエ2、コーラングレ、クラリネット2、バスクラリネット、ファゴット2、コントラファゴット、ホルン4、トランペット4、トロンボーン4、チューバ、ティンパニ、タムタム、バスドラム、シンバル、スネアドラム、タンバリン、チェレスタ、ハープ2、弦五部。

## 楽曲構成
全4楽章で構成される。演奏時間は約50分。これはヴィラ＝ロボスの交響曲中、第10番に次いで2番目の長さとなっている。
1. Allegro non troppo
2. Allegretto scherzando
3. Andante moderato
4. Allegro

第1楽章の核となる第1主題は、後の全ての楽章で循環主題として回帰することになる。第2楽章の展開部で2回（93小節目と168小節目、いずれも低弦）、第3楽章の展開部の開始部分（32小節目で低音の木管により）、第4楽章の展開部、もしくは経過部分にて、はじめバスクラリネットで、次いでファゴットとコントラファゴットを加えて奏される。
緩徐楽章である第3楽章は単一主題によるソナタ形式となっており、提示部と楽章全体を通じてロ短調からニ長調への推移が特徴的である。
終楽章もソナタ形式をとっているが、調性的な関係は一般的なものから逸脱している。2つの主要主題は、提示部においては三全音であるホ音と変ロ音を中心として分けられているが、再現部では短三度上方へと移調されてト音と変二音で出される。従って全体的には減七の和音を表出するものとなっており、最後には半音上昇してアレグロはニ音で終わりを迎える。この楽章はそれ自身の主題と曲全体を貫く循環主題を有するのみならず、先行する全ての楽章の動機素材を回想していく。

## 関連文献
- Béhague, Gerard. 1994. Villa-Lobos: The Search for Brazil's Musical Soul. Austin: Institute of Latin American Studies, University of Texas at Austin, 1994. ISBN 0-292-70823-8.
- Salles, Paulo de Tarso. 2009. Villa-Lobos: processos composicionais. Campinas, SP: Editora da Unicamp. ISBN 978-85-268-0853-9.